# Smålands runinskrifter 122
Sm 122 är en vikingatida runsten av röd granit belägen i Uppgränna, strax utanför Gränna i norra Småland. Stenen är rest längs den gamla Eriksgatan och står kvar på sin ursprungliga plats.

## Inskriften
Translitterering av runraden:
: suin : risþi : stina : þesi : eftiʀ : oslak : auk : eftiʀ : kuta : sun : hons : en : oslaks : uas : bruþiʀ : suins :
Normalisering till runsvenska:
Svæinn ræisti stæina þessi æftiʀ Aslak ok æftiʀ Guta, sun hans, en Aslakʀ vaʀ broðiʀ Svæins.
Översättning till nusvenska:
Sven reste dessa stenar efter Åslak och efter Göte, hans son, och Åslak var Svens broder.